# Iron Maiden-diszkográfia
Az Iron Maiden nevű brit heavy metal együttes diszkográfiája.

## Stúdióalbumok
| Év   | Album információ | Legjobb listás helyezések | Legjobb listás helyezések | Legjobb listás helyezések | Legjobb listás helyezések | Legjobb listás helyezések | Legjobb listás helyezések | Legjobb listás helyezések | Legjobb listás helyezések | Legjobb listás helyezések | Legjobb listás helyezések | Eladási minősítések |
| Év   | Album információ | UK                        | AUT                       | CAN                       | FIN                       | GER                       | JPN                       | NOR                       | SWE                       | SWI                       | US                        | Eladási minősítések |
| ---- | --- | ------------------------- | ------------------------- | ------------------------- | ------------------------- | ------------------------- | ------------------------- | ------------------------- | ------------------------- | ------------------------- | ------------------------- | --- |
| 1980 | Iron Maiden - Megjelenés: 1980. április 14. - Kiadó: EMI (7-52018-2-6) - Formátum: CD, CS, LP, 8T                                   | 4                         | —                         | —                         | —                         | —                         | —                         | —                         | 36                        | —                         | —                         | - UK: platina - CAN: platina - GER: arany |
| 1981 | Killers - Megjelenés: 1981. február 2. - Kiadó: EMI (7-52019-2-5) - Formátum: CD, CS, LP, 8T                                        | 12                        | 20                        | —                         | —                         | 10                        | —                         | 19                        | 11                        | —                         | 78                        | - UK: arany - US: arany - CAN: platina - GER: arany - SWE: arany - FRA: arany                                                                                |
| 1982 | The Number of the Beast - Megjelenés: 1982. március 29. - Kiadó: EMI (7-24387-0-4) - Formátum: CD, CS, LP, 8T                       | 1                         | 3                         | 11                        | —                         | 11                        | —                         | 13                        | 7                         | —                         | 33                        | - UK: platina - US: platina - CAN: 3× platina - GER: arany - SWI: arany - FRA: arany - AUT: arany - NDL: arany                                               |
| 1983 | Piece of Mind - Megjelenés: 1983. május 16. - Kiadó: EMI (7-46363-2-2) - Formátum: CD, CS, LP                                       | 3                         | 10                        | 10                        | —                         | 8                         | —                         | 9                         | 6                         | —                         | 14                        | - UK: platina - US: platina - CAN: 2× platina - GER: arany - FIN: arany                                                                                      |
| 1984 | Powerslave - Megjelenés: 1984. szeptember 3. - Kiadó: EMI (7-46045-2-9) - Formátum: CD, CS, LP                                      | 2                         | 15                        | 21                        | —                         | 9                         | —                         | 4                         | 5                         | 10                        | 21                        | - UK: arany - US: platina - CAN: 2× platina - GER: arany |
| 1986 | Somewhere in Time - Megjelenés: 1986. szeptember 29. - Kiadó: EMI (7-46341-2-0) - Formátum: CD, CS, LP                              | 3                         | 10                        | 15                        | —                         | 8                         | —                         | 8                         | 6                         | 22                        | 23                        | - UK: arany - US: platina - CAN: 2x platina - GER: arany - BRA: arany                                                                                        |
| 1988 | Seventh Son of a Seventh Son - Megjelenés: 1988. április 11. - Kiadó: EMI (7-90258-2-4) - Formátum: CD, CS, LP                      | 1                         | 6                         | 11                        | —                         | 4                         | 39                        | 3                         | 3                         | 2                         | 12                        | - UK: arany - US: arany - CAN: platina - GER: arany - SWI: arany                                                                                             |
| 1990 | No Prayer for the Dying - Megjelenés: 1990. október 1. - Kiadó: EMI (7-95142-2-9) - Formátum: CD, CS, LP                            | 2                         | 19                        | 27                        | —                         | 7                         | 16                        | 4                         | 6                         | 11                        | 17                        | - UK: arany - US: arany - CAN: platina |
| 1992 | Fear of the Dark - Megjelenés: 1992. május 11. - Kiadó: EMI (7-99161-2-2) - Formátum: CD, CS, LP                                    | 1                         | 8                         | 12                        | —                         | 5                         | 11                        | 6                         | 8                         | 5                         | 12                        | - UK: arany - CAN: arany - FRA: arany |
| 1995 | The X Factor - Megjelenés: 1995. október 2. - Kiadó: EMI (7-24383-2-4) - Formátum: CD, CS, LP                                       | 8                         | 19                        | —                         | 2                         | 16                        | 17                        | 25                        | 4                         | 27                        | 147                       | |
| 1998 | Virtual XI - Megjelenés: 1998. március 23. - Kiadó: EMI (7-24349-2-9) - Formátum: CD, CS, LP                                        | 16                        | 24                        | 60                        | 6                         | 16                        | 19                        | 28                        | 16                        | 39                        | 124                       | |
| 2000 | Brave New World - Megjelenés: 2000. május 29. - Kiadó: EMI (7-24352-2-0) - Formátum: CD, CS, LP                                     | 7                         | 10                        | 23                        | 2                         | 3                         | 13                        | 4                         | 1                         | 9                         | 39                        | - UK: arany - BRA: arany - CAN: arany - SWE: arany - GER: arany - POL: arany - FIN: arany - GRE: arany                                                       |
| 2003 | Dance of Death - Megjelenés: 2003. szeptember 8. - Kiadó: EMI (7-24359-2–0) - Formátum: CD, CS, LP                                  | 2                         | 3                         | 5                         | 1                         | 2                         | 11                        | 3                         | 1                         | 2                         | 18                        | - UK: arany - BRA: arany - GER: arany - SWE: arany - ARG: arany - FIN: arany - GRE: arany                                                                    |
| 2006 | A Matter of Life and Death - Megjelenés: 2006. augusztus 28. - Kiadó: EMI (3-72331-2-2) - Formátum: CD, CS, LP                      | 4                         | 4                         | 2                         | 1                         | 1                         | 11                        | 2                         | 1                         | 2                         | 9                         | - UK: arany - BRA: arany - CAN: arany - SWE: arany - GER: arany - FIN: platina - SWI: arany - GRE: arany                                                     |
| 2010 | The Final Frontier - Megjelenés: 2010. augusztus 16. - Kiadó: EMI (50999-6477712-2) - Formátum: CD, LP, iTunes LP, Digital Download | 1                         | 1                         | 1                         | 1                         | 1                         | 1                         | 1                         | 1                         | 1                         | 4                         | - SWE: arany - NOR: arany - POL: arany - SWI: arany - FIN: platina - RUS: arany - ITA: arany - COL: arany - GER: arany - UK: arany - BRA: arany - FRA: arany |
| 2015 | The Book of Souls - Megjelenés: 2015. szeptember 4. - Kiadó: Parlophone Records/BMG - Formátum:                                     | 1                         | 1                         | 2                         | 1                         | 1                         | 6                         | 1                         | 1                         | 1                         | 4                         | - AUT: arany - CAN: arany - FIN: arany - GER: arany - HUN: platina - ITA: arany - UK: arany                                                                  |
| 2021 | Senjutsu - Megjelenés: 2021. szeptember 3. - Kiadó: Parlophone Records/BMG - Formátum:                                              | 2                         | 1                         | 5                         | 1                         | 1                         | 10                        | 5                         | 1                         | 1                         | 3                         | |

## Koncertalbumok
| Év   | Album információ                                                                                         | Legjobb listás helyezések | Legjobb listás helyezések | Legjobb listás helyezések | Legjobb listás helyezések | Legjobb listás helyezések | Legjobb listás helyezések | Legjobb listás helyezések | Legjobb listás helyezések | Legjobb listás helyezések | Legjobb listás helyezések | Eladási minősítések                                                   |
| Év   | Album információ                                                                                         | UK                        | AUT                       | FIN                       | GER                       | JPN                       | NLD                       | NOR                       | SWE                       | SWI                       | US                        | Eladási minősítések                                                   |
| ---- | --- | ------------------------- | ------------------------- | ------------------------- | ------------------------- | ------------------------- | ------------------------- | ------------------------- | ------------------------- | ------------------------- | ------------------------- | --------------------------------------------------------------------- |
| 1985 | Live After Death - Megjelenés: 1985. október 14. - Kiadó: EMI (162-2404261) - Formátum: CD, CS, LP       | 2                         | —                         | —                         | —                         | —                         | —                         | 13                        | 8                         | 26                        | 22                        | - UK: arany - US: platina - CAN: 2× platina - SWE: arany - AUT: arany |
| 1993 | A Real Live One - Megjelenés: 1993. március 22. - Kiadó: EMI (0777–7–81456–2–2) - Formátum: CD, CS, LP   | 3                         | 11                        | —                         | 25                        | 29                        | 45                        | —                         | 30                        | 25                        | 106                       | - FRA: arany                                                          |
| 1993 | A Real Dead One - Megjelenés: 1993. október 18. - Kiadó: EMI (0777–7–89248–2–1) - Formátum: CD, CS, LP   | 12                        | —                         | —                         | 50                        | 16                        | 97                        | —                         | 14                        | 37                        | 140                       |                                                                       |
| 1993 | Live at Donington - Megjelenés: 1993. november 8. - Kiadó: EMI (7243–8–27511–2–0) - Formátum: CD, CS, LP | 23                        | —                         | —                         | —                         | 39                        | —                         | —                         | —                         | —                         | —                         |                                                                       |
| 2002 | Rock in Rio - Megjelenés: 2002. március 25. - Kiadó: EMI (7243–5–38643–0–9) - Formátum: CD, CS, LP       | 15                        | 17                        | 8                         | 13                        | 43                        | 43                        | 14                        | 14                        | 17                        | 186                       | - BRA: arany - SWE: arany                                             |
| 2002 | The BBC Archives - Megjelenés: 2002. november 4. - Kiadó: EMI (7243-5-41277-2-4) - Formátum: CD          | —                         | —                         | —                         | —                         | —                         | —                         | —                         | —                         | —                         | —                         |                                                                       |
| 2002 | Beast Over Hammersmith - Megjelenés: 2002. november 4. - Kiadó: EMI (7243-5-41277-2-4) - Formátum: CD    | —                         | —                         | —                         | —                         | —                         | —                         | —                         | —                         | —                         | —                         |                                                                       |
| 2005 | Death on the Road - Megjelenés: 2005. augusztus 30. - Kiadó: EMI (0946–3–36574–2–7) - Formátum: CD, LP   | 22                        | 23                        | 5                         | 17                        | 106                       | 39                        | 12                        | 7                         | 17                        | —                         | - UK: ezüst                                                           |
| 2009 | Flight 666 - Megjelenés: 2009. május 25. - Kiadó: EMI (50999-6977572-7) - Formátum: CD, LP               | 15                        | 36                        | 14                        | 6                         | 61                        | 50                        | 22                        | 25                        | 24                        | 34                        |                                                                       |
| 2012 | En Vivo! - Megjelenés: 2012. március 26. - Kiadó: EMI - Formátum: CD, LP                                 | 19                        | 17                        | 8                         | 4                         | 111                       | 42                        | 16                        | 11                        | 19                        | 80                        |                                                                       |
| 2013 | Maiden England '88 - Megjelenés: 2013. március 25. - Kiadó: EMI - Formátum: CD, LP                       | 30                        | 23                        | 21                        | 14                        | 108                       | 49                        | 29                        | 12                        | 26                        | 148                       |                                                                       |
| 2017 | The Book of Souls: Live Chapter - Megjelenés: 2017. november 17. - Kiadó: Parlophone - Formátum: CD, LP  | 17                        | 10                        | 8                         | 5                         | —                         | 23                        | 19                        | 8                         | 5                         | 49                        |                                                                       |
| 2020 | Nights of the Dead - Megjelenés: 2020. november 20. - Kiadó: Parlophone - Formátum: CD, LP               | 7                         | 9                         | 6                         | 6                         | —                         | 14                        | 12                        | 5                         | 4                         | 53                        |                                                                       |

## Válogatásalbumok
| Év   | Album információ                                                                                            | Legjobb listás helyezések | Legjobb listás helyezések | Legjobb listás helyezések | Legjobb listás helyezések | Legjobb listás helyezések | Legjobb listás helyezések | Legjobb listás helyezések | Legjobb listás helyezések | Legjobb listás helyezések | Legjobb listás helyezések | Eladási minősítések                                                 |
| Év   | Album információ                                                                                            | UK                        | AUT                       | BEL                       | FIN                       | GER                       | JPN                       | NLD                       | NZ                        | SWE                       | US                        | Eladási minősítések                                                 |
| ---- | --- | ------------------------- | ------------------------- | ------------------------- | ------------------------- | ------------------------- | ------------------------- | ------------------------- | ------------------------- | ------------------------- | ------------------------- | ------------------------------------------------------------------- |
| 1996 | Best of the Beast - Megjelenés: 1996. szeptember 24. - Kiadó: EMI (7243–8–53192–2–8) - Formátum: CD, CS, LP | 16                        | 41                        | 28                        | 8                         | 42                        | 26                        | 25                        | 37                        | 11                        | —                         | - UK: arany - BRA: arany - SWE: platina - ARG: platina - FIN: arany |
| 1999 | Ed Hunter - Megjelenés: 1999. május 25. - Kiadó: Sanctuary (63726) - Formátum: CD                           | —                         | —                         | —                         | 27                        | —                         | —                         | 69                        | —                         | 43                        | —                         |                                                                     |
| 2002 | Edward the Great - Megjelenés: 2002. november 5. - Kiadó: EMI (7243–5–43103–2–4) - Formátum: CD, CS         | 57                        | —                         | 46                        | 34                        | —                         | 242                       | —                         | —                         | 16                        | —                         | - UK: arany - CAN: arany - SWE: arany - FIN: arany                  |
| 2005 | The Essential Iron Maiden - Megjelenés: 2005. július 5. - Kiadó: Sanctuary (92832) - Formátum: CD           | —                         | —                         | —                         | —                         | —                         | —                         | —                         | —                         | —                         | —                         |                                                                     |
| 2008 | Somewhere Back in Time - Megjelenés: 2008. május 12. - Kiadó: EMI (214–7072) - Formátum: CD, LP             | 14                        | 26                        | 19                        | 10                        | 84                        | 39                        | 74                        | 24                        | 2                         | 58                        | - FIN: arany - SWE: arany                                           |
| 2011 | From Fear to Eternity - Megjelenés: 2011. május 23. - Kiadó: EMI - Formátum: CD, LP, Digital Download       | —                         | —                         | —                         | —                         | —                         | —                         | —                         | —                         | —                         | —                         |                                                                     |

## Kislemezek
| Év   | Dal                                       | Legjobb slágerlistás helyezések | Legjobb slágerlistás helyezések | Legjobb slágerlistás helyezések | Legjobb slágerlistás helyezések | Legjobb slágerlistás helyezések | Legjobb slágerlistás helyezések | Legjobb slágerlistás helyezések | Legjobb slágerlistás helyezések | Legjobb slágerlistás helyezések | Legjobb slágerlistás helyezések | Legjobb slágerlistás helyezések | Legjobb slágerlistás helyezések | Legjobb slágerlistás helyezések | Album                        |
| Év   | Dal                                       | UK                              | CAN                             | FIN                             | FRA                             | GER                             | IRL                             | ITA                             | NLD                             | NOR                             | SWE                             | SWI                             | US                              | US Rock                         | Album                        |
| ---- | ----------------------------------------- | ------------------------------- | ------------------------------- | ------------------------------- | ------------------------------- | ------------------------------- | ------------------------------- | ------------------------------- | ------------------------------- | ------------------------------- | ------------------------------- | ------------------------------- | ------------------------------- | ------------------------------- | ---------------------------- |
| 1980 | "Running Free"                            | 34                              | —                               | —                               | —                               | —                               | —                               | —                               | —                               | —                               | —                               | —                               | —                               | —                               | Iron Maiden                  |
| 1980 | "Sanctuary"                               | 29                              | —                               | —                               | —                               | —                               | —                               | —                               | —                               | —                               | —                               | —                               | —                               | 38                              | Iron Maiden                  |
| 1980 | "Women in Uniform"                        | 35                              | —                               | —                               | —                               | —                               | —                               | —                               | —                               | —                               | —                               | —                               | —                               | —                               | nagylemezen nem jelent meg   |
| 1981 | "Twilight Zone"                           | 31                              | —                               | —                               | —                               | —                               | —                               | —                               | —                               | —                               | —                               | —                               | —                               | 31                              | Killers                      |
| 1981 | "Purgatory"                               | 52                              | —                               | —                               | —                               | —                               | —                               | —                               | —                               | —                               | —                               | —                               | —                               | —                               | Killers                      |
| 1982 | "Run to the Hills"                        | 7                               | —                               | —                               | —                               | —                               | 16                              | —                               | —                               | —                               | —                               | —                               | 100                             | 12                              | The Number of the Beast      |
| 1982 | "The Number of the Beast"                 | 18                              | —                               | —                               | —                               | —                               | 19                              | —                               | —                               | —                               | —                               | —                               | —                               | —                               | The Number of the Beast      |
| 1983 | "Flight of Icarus"                        | 11                              | —                               | —                               | —                               | —                               | 14                              | —                               | —                               | —                               | —                               | —                               | —                               | 8                               | Piece of Mind                |
| 1983 | "The Trooper"                             | 12                              | 5                               | —                               | —                               | —                               | 12                              | —                               | —                               | —                               | 5                               | 5                               | —                               | 18                              | Piece of Mind                |
| 1984 | "2 Minutes to Midnight"                   | 11                              | —                               | —                               | —                               | 70                              | 10                              | —                               | —                               | —                               | —                               | —                               | —                               | 25                              | Powerslave                   |
| 1984 | "Aces High"                               | 20                              | —                               | —                               | —                               | —                               | 29                              | —                               | —                               | —                               | —                               | —                               | —                               | 13                              | Powerslave                   |
| 1985 | "Running Free (live)"                     | 9                               | —                               | —                               | —                               | —                               | 12                              | —                               | —                               | —                               | —                               | —                               | —                               | —                               | Live After Death             |
| 1985 | "Run to the Hills (live)"                 | 26                              | —                               | —                               | —                               | —                               | 18                              | —                               | —                               | —                               | —                               | —                               | —                               | —                               | Live After Death             |
| 1986 | "Wasted Years"                            | 9                               | —                               | —                               | —                               | —                               | 11                              | —                               | —                               | —                               | —                               | —                               | 35                              | 1                               | Somewhere in Time            |
| 1986 | "Stranger in a Strange Land"              | 22                              | —                               | —                               | —                               | —                               | 18                              | —                               | —                               | —                               | —                               | —                               | —                               | —                               | Somewhere in Time            |
| 1988 | "Can I Play with Madness"                 | 3                               | —                               | —                               | —                               | 23                              | 3                               | —                               | 14                              | 4                               | 12                              | 23                              | —                               | 4                               | Seventh Son of a Seventh Son |
| 1988 | "The Evil That Men Do"                    | 5                               | —                               | —                               | —                               | —                               | 4                               | —                               | —                               | 7                               | —                               | —                               | —                               | —                               | Seventh Son of a Seventh Son |
| 1988 | "The Clairvoyant (live)"                  | 6                               | —                               | —                               | —                               | —                               | 7                               | —                               | —                               | —                               | —                               | —                               | —                               | —                               | Seventh Son of a Seventh Son |
| 1989 | "Infinite Dreams (live)"                  | 6                               | —                               | —                               | —                               | —                               | 6                               | —                               | —                               | —                               | —                               | —                               | —                               | —                               | Seventh Son of a Seventh Son |
| 1990 | "Holy Smoke"                              | 3                               | —                               | —                               | —                               | —                               | 4                               | —                               | —                               | —                               | —                               | 20                              | —                               | —                               | No Prayer for the Dying      |
| 1990 | "Bring Your Daughter... to the Slaughter" | 1                               | —                               | —                               | —                               | —                               | 6                               | —                               | —                               | —                               | —                               | 19                              | —                               | 27                              | No Prayer for the Dying      |
| 1992 | "Be Quick or Be Dead"                     | 2                               | —                               | —                               | —                               | 32                              | 10                              | —                               | —                               | 3                               | 15                              | 15                              | —                               | 34                              | Fear of the Dark             |
| 1992 | "From Here to Eternity"                   | 21                              | —                               | —                               | —                               | —                               | 27                              | —                               | —                               | —                               | —                               | —                               | —                               | —                               | Fear of the Dark             |
| 1992 | "Wasting Love"                            | —                               | —                               | —                               | —                               | —                               | —                               | 60                              | —                               | —                               | —                               | —                               | —                               | 15                              | Fear of the Dark             |
| 1993 | "Fear of the Dark (live)"                 | 5                               | —                               | —                               | —                               | —                               | 17                              | —                               | —                               | —                               | —                               | —                               | —                               | —                               | A Real Live One              |
| 1993 | "Hallowed Be Thy Name (live)"             | 9                               | —                               | —                               | —                               | —                               | 16                              | —                               | —                               | —                               | —                               | —                               | —                               | —                               | A Real Dead One              |
| 1995 | "Man on the Edge"                         | 10                              | —                               | 1                               | 33                              | —                               | —                               | —                               | —                               | 18                              | 23                              | —                               | —                               | —                               | The X Factor                 |
| 1996 | "Lord of the Flies"                       | —                               | —                               | —                               | —                               | —                               | —                               | —                               | —                               | —                               | —                               | —                               | —                               | —                               | The X Factor                 |
| 1996 | "Virus"                                   | 16                              | —                               | 3                               | —                               | —                               | —                               | —                               | 48                              | —                               | 31                              | —                               | —                               | 36                              | Best of the Beast            |
| 1998 | "The Angel and the Gambler"               | 18                              | —                               | 3                               | —                               | 61                              | —                               | —                               | 52                              | —                               | 29                              | —                               | —                               | 24                              | Virtual XI                   |
| 1998 | "Futureal"                                | —                               | —                               | —                               | —                               | —                               | —                               | —                               | —                               | —                               | —                               | —                               | —                               | —                               | Virtual XI                   |
| 2000 | "The Wicker Man"                          | 9                               | 4                               | 11                              | 39                              | 38                              | —                               | 3                               | 45                              | 9                               | 5                               | 83                              | —                               | 19                              | Brave New World              |
| 2000 | "Out of the Silent Planet"                | 20                              | —                               | 13                              | 72                              | 66                              | —                               | 10                              | 87                              | —                               | 35                              | —                               | —                               | —                               | Brave New World              |
| 2002 | "Run to the Hills (live)"                 | 9                               | 11                              | 5                               | 73                              | 55                              | —                               | 6                               | 60                              | 15                              | 28                              | 75                              | —                               | —                               | Rock in Rio                  |
| 2003 | "Wildest Dreams"                          | 6                               | 26                              | 1                               | 57                              | 27                              | 19                              | 4                               | 45                              | 5                               | 4                               | 68                              | —                               | 11                              | Dance of Death               |
| 2003 | "Rainmaker"                               | 13                              | 7                               | 3                               | 71                              | 36                              | —                               | 13                              | 98                              | —                               | 35                              | 94                              | —                               | —                               | Dance of Death               |
| 2005 | "The Number of the Beast (live)"          | 2                               | 12                              | 4                               | 23                              | 56                              | 78                              | 3                               | 98                              | 23                              | 12                              | 78                              | —                               | —                               | Non–album single             |
| 2005 | "The Trooper 2005 (live)"                 | 5                               | 12                              | 23                              | 5                               | 12                              | 34                              | 9                               | 12                              | 34                              | 12                              | 11                              | 67                              | 12                              | Death On The Road            |
| 2006 | "The Reincarnation of Benjamin Breeg"     | —                               | —                               | 1                               | 70                              | 39                              | 18                              | —                               | —                               | 9                               | 1                               | 74                              | —                               | 39                              | A Matter of Life and Death   |
| 2006 | "Different World"                         | 3                               | —                               | 1                               | 99                              | 40                              | 39                              | 3                               | —                               | —                               | 52                              | —                               | —                               | 8                               | A Matter of Life and Death   |
| 2010 | "El Dorado"                               | —                               | —                               | —                               | —                               | —                               | —                               | —                               | —                               | —                               | —                               | —                               | —                               | —                               | The Final Frontier           |
| 2010 | "Satellite 15... The Final Frontier"      | —                               | —                               | —                               | —                               | —                               | —                               | —                               | —                               | —                               | —                               | —                               | —                               | —                               | The Final Frontier           |
| 2015 | "Speed of Light"                          | —                               | —                               | —                               | —                               | —                               | —                               | —                               | —                               | —                               | —                               | —                               | —                               | —                               | The Book of Souls            |
| 2016 | "Empire of the Clouds"                    | —                               | —                               | —                               | —                               | —                               | —                               | —                               | —                               | —                               | 41*                             | —                               | —                               | —                               | The Book of Souls            |
| 2021 | "The Writing on the Wall"                 | —                               | —                               | —                               | —                               | —                               | —                               | —                               | —                               | —                               | —                               | —                               | —                               | —                               | Senjutsu                     |
| 2021 | "Stratego"                                | —                               | —                               | —                               | —                               | —                               | —                               | —                               | —                               | —                               | —                               | —                               | —                               | —                               | Senjutsu                     |

* Hossza miatt a svéd albumlistán szerepelt.

## Középlemezek
| Év   | Album információ                                                                                   |
| ---- | -------------------------------------------------------------------------------------------------- |
| 1979 | The Soundhouse Tapes - Megjelenés: 1979. november 9. - Kiadó: Rock Hard (1) - Formátum: 7", LP, CD |
| 1980 | Live!! +one - Megjelenés: 1980. november - Kiadó: EMI (062–2600481) - Formátum: CS, LP             |
| 1981 | Maiden Japan - Megjelenés: 1981. szeptember 14. - Kiadó: EMI (41005-2) - Formátum: 12", CS         |
| 2004 | No More Lies - Megjelenés: 2004. március 29. - Kiadó: EMI (636) - Formátum: CD                     |

## Díszdobozos kiadványok
| Év   | Információ                                                                                   | Megjegyzés |
| ---- | -------------------------------------------------------------------------------------------- | --- |
| 1990 | The First Ten Years - Megjelenés: 12 February 1990 - Kiadó: EMI (1–10) - Formátum: 12", CD   | - Ez a tízlemezes box set az együttes tízéves fennállásának alkalmából jelent meg. - Minden egyes korong két kislemezt tartalmaz, valamint Nicko McBrain dobos kommentárját a "Listen With Nicko!" címmel. |
| 1998 | Eddie's Head - Megjelenés: 1 December 1998 - Kiadó: EMI (7243-4-97999-0-5) - Formátum: CD    | - A limitált kiadású box set tartalmazza mind a 12 eredeti albumot remasterelve, és extrákkal kibővítve (dalszövegek, grafikák, fotók, multimédia, plusz nagylemezen ki nem adott dalok bónuszként).       |
| 2002 | Eddie's Archive - Megjelenés: 5 November 2002 - Kiadó: EMI (7243-5-41277-2-4) - Formátum: CD | - Ez a három dupla albumból álló limitált box set 77 remasterelt, ritkaságnak számító felvételt tartalmaz, legtöbbjük ebben a formában korábban soha nem jelent meg.                                       |

## Videók
| Év   | Album információ                                                                                                   | Legjobb listás helyezések | Legjobb listás helyezések | Legjobb listás helyezések | Legjobb listás helyezések | Legjobb listás helyezések | Legjobb listás helyezések | Legjobb listás helyezések | Legjobb listás helyezések | Legjobb listás helyezések | Legjobb listás helyezések | Eladási minősítések |
| Év   | Album információ                                                                                                   | UK                        | AUS                       | FIN                       | GER                       | NLD                       | NOR                       | POR                       | ESP                       | SWI                       | US                        | Eladási minősítések |
| ---- | --- | ------------------------- | ------------------------- | ------------------------- | ------------------------- | ------------------------- | ------------------------- | ------------------------- | ------------------------- | ------------------------- | ------------------------- | --- |
| 1981 | Live at the Rainbow - Megjelenés: 1981. május - Kiadó: PMI (99–0018–2) - Formátum: VHS                             | —                         | —                         | —                         | —                         | —                         | —                         | —                         | —                         | —                         | —                         | |
| 1983 | Video Pieces - Megjelenés: 1983. július 23. - Kiadó: PMI (99–0002–2) - Formátum: LD, VHS                           | —                         | —                         | —                         | —                         | —                         | —                         | —                         | —                         | —                         | —                         | |
| 1984 | Behind the Iron Curtain - Megjelenés: 1984. október 23. - Kiadó: PMI (99–0039–2) - Formátum: VHS                   | —                         | —                         | —                         | —                         | —                         | —                         | —                         | —                         | —                         | 16                        | - US: arany |
| 1985 | Live After Death - Megjelenés: 1985. október 15. - Kiadó: PMI (99–1094–2) - Formátum: VHS                          | 1                         | 1                         | —                         | —                         | —                         | 2                         | 2                         | —                         | —                         | 2                         | - CAN: 2× platina - US: platina |
| 1987 | 12 Wasted Years - Megjelenés: 1987. október - Kiadó: PMI (99–1152–2) - Formátum: VHS                               | —                         | —                         | —                         | —                         | —                         | —                         | —                         | —                         | —                         | 10                        | - US: arany |
| 1989 | Maiden England - Megjelenés: 1989. november 8. - Kiadó: PMI (99–1195–3) - Formátum: VHS, CD                        | —                         | —                         | —                         | —                         | —                         | —                         | —                         | —                         | —                         | 6                         | - CAN: arany - US: arany |
| 1990 | The First Ten Years - Megjelenés: 1990. november - Kiadó: PMI (99–1246–3) - Formátum: VHS                          | —                         | —                         | —                         | —                         | —                         | —                         | —                         | —                         | —                         | —                         | - CAN: arany |
| 1992 | From There to Eternity - Megjelenés: 1992. október - Kiadó: SMV (19–49132) - Formátum: VHS                         | —                         | —                         | —                         | —                         | —                         | —                         | —                         | —                         | —                         | 7                         | |
| 1993 | Donington Live 1992 - Megjelenés: 1993. november 10. - Kiadó: PMI (49–1156–3) - Formátum: VHS                      | —                         | —                         | —                         | —                         | —                         | —                         | —                         | —                         | —                         | —                         | - ARG: platina |
| 1994 | Raising Hell - Megjelenés: 1994. május - Kiadó: PMI (49–1264–3) - Formátum: VHS                                    | —                         | —                         | —                         | —                         | —                         | —                         | —                         | —                         | —                         | 15                        | |
| 2001 | The Number of the Beast - Megjelenés: 2001. december 4. - Kiadó: Eagle Vision (229) - Formátum: DVD, VHS, UMD      | —                         | —                         | —                         | —                         | —                         | 9                         | —                         | —                         | —                         | —                         | - AUS: arany |
| 2002 | Rock in Rio - Megjelenés: 2002. július 16. - Kiadó: Sanctuary (5001) - Formátum: DVD, VHS, UMD                     | 1                         | 3                         | 3                         | 2                         | —                         | 2                         | —                         | —                         | —                         | 2                         | - AUS: arany - CAN: 2× platina - GER: arany - US: platina - ARG: platina - POL: arany                                                  |
| 2003 | Visions of the Beast - Megjelenés: 2003. június 2. - Kiadó: EMI (490–4039) - Formátum: DVD                         | —                         | 9                         | 1                         | 41                        | —                         | 1                         | —                         | —                         | —                         | 5                         | - UK: platina - AUS: platina - CAN: 3× platina - GER: arany - US: 2× platina - FIN: platina - FRA: arany - ESP: Platinum> - SWE: arany |
| 2004 | The Early Days - Megjelenés: 2004. november 1. - Kiadó: EMI (544–3179) - Formátum: DVD                             | 3                         | 32                        | 1                         | 76                        | 23                        | 2                         | 12                        | 1                         | —                         | —                         | - UK: arany - AUS: arany - CAN: platina - US: platina - ARG: platina - FIN: platina - FRA: platina                                     |
| 2006 | Death on the Road - Megjelenés: 2006. február 6. - Kiadó: EMI (351–4709) - Formátum: DVD                           | 1                         | 3                         | 1                         | —                         | —                         | 1                         | —                         | 62                        | 78                        | 14                        | - AUS: arany - FIN: arany - FRA: arany                                                                                                 |
| 2008 | Live After Death - Megjelenés: 2008. február 4. - Kiadó: EMI (379–5229) - Formátum: DVD                            | 1                         | 1                         | 1                         | 1                         | —                         | 2                         | 2                         | 1                         | 1                         | 2                         | - UK: arany - AUS: arany - GER: arany - US: platina - FIN: arany - ARG: platina - ESP: arany                                           |
| 2009 | Flight 666 - Megjelenés: 2009. május 25. - Kiadó: EMI (5-099969-814495) - Formátum: Blu-ray, DVD                   | 1                         | 1                         | 1                         | 1                         | 4                         | 1                         | 2                         | 2                         | 1                         | 1                         | - AUS: platina - US: platina - ARG: platina - GER: platina - FRA: platina - NZL: arany - FIN: arany - CAN: 5× platina                  |
| 2012 | En Vivo! - Megjelenés: 2012. március 26. - Kiadó: EMI - Formátum: Blu-ray, DVD                                     | —                         | —                         | —                         | —                         | —                         | —                         | —                         | —                         | —                         | —                         | - AUS: arany - CAN: 2× platina - FRA: arany - GER: arany - POL: arany - US: platina                                                    |
| 2013 | Maiden England '88 - Megjelent: 2013. március 25. - Kiadó: EMI - Formátum: DVD                                     | 2                         | 3                         | 2                         | 2                         | 2                         | —                         | 8                         | 1                         | 2                         | 1                         | |
| 2017 | The Book of Souls: Live Chapter - Megjelent: 2017. november 17. - Kiadó: Parlophone - Formátum: digitális letöltés | —                         | —                         | —                         | —                         | —                         | —                         | —                         | —                         | —                         | —                         | |

## Videóklipek
| Év   | Dal                                       | Rendező(k)                       |
| ---- | ----------------------------------------- | -------------------------------- |
| 1980 | "Women in Uniform"                        | Doug Smith                       |
| 1981 | "Wrathchild (Live)"                       | Dave Hillier                     |
| 1982 | "Run to the Hills"                        | David Mallet                     |
| 1982 | "The Number of the Beast"                 | David Mallet                     |
| 1983 | "Flight of Icarus"                        | Jim Yukich                       |
| 1983 | "The Trooper"                             | Jim Yukich                       |
| 1984 | "2 Minutes to Midnight"                   | Tony Halton                      |
| 1984 | "Aces High"                               | Jim Yukich                       |
| 1986 | "Wasted Years"                            | Jim Yukich                       |
| 1986 | "Stranger in a Strange Land"              | Julian Caidan                    |
| 1988 | "Can I Play with Madness"                 | Julian Doyle                     |
| 1988 | "The Evil That Men Do"                    | Toby Philips, Steve Harris       |
| 1988 | "The Clairvoyant"                         | Julian Caiden, Steve Harris      |
| 1989 | "Infinite Dreams"                         | Steve Harris                     |
| 1990 | "Holy Smoke"                              | Steve Harris                     |
| 1990 | "Tailgunner (Live)"                       | Steve Harris                     |
| 1990 | "Bring Your Daughter... to the Slaughter" | Steve Harris                     |
| 1992 | "Be Quick or Be Dead"                     | Wing Ko                          |
| 1992 | "From Here to Eternity"                   | Ralph Ziman                      |
| 1992 | Wasting Love                              | Samuel Bayer                     |
| 1993 | "Fear of the Dark"                        | Samuel Bayer                     |
| 1993 | "Hallowed Be Thy Name"                    | Samuel Bayer                     |
| 1995 | "Man on the Edge"                         | Wing Ko                          |
| 1996 | "Afraid to Shoot Strangers (live)"        | Steve Lazarus, Steve Harris      |
| 1996 | "Lord of the Flies"                       | Steve Lazarus, Steve Harris      |
| 1996 | "Virus"                                   | Steve Lazarus, Steve Harris      |
| 1998 | "The Angel and the Gambler"               | Simon Hilton                     |
| 1998 | "Futureal"                                | Steve Lazarus                    |
| 2000 | "The Wicker Man"                          | Dean Karr                        |
| 2000 | "Out of the Silent Planet"                | David Pattenden, Trevor Thompson |
| 2000 | "Brave New World (Live)"                  | Dean Karr                        |
| 2003 | "Wildest Dreams"                          | Howard Greenhalgh                |
| 2003 | "Rainmaker"                               | Howard Greenhalgh                |
| 2004 | "No More Lies"                            | Mathew Amos                      |
| 2006 | "The Reincarnation of Benjamin Breeg"     | Mathew Amos                      |
| 2006 | "Different World"                         | Howard Greenhalgh                |
| 2010 | "The Final Frontier"                      | Dirk Maggs                       |
| 2015 | "Speed of Light"                          | Llexi Leon                       |
| 2016 | "Death or Glory (Live)"                   | –                                |